# Arborescente
En el trabajo de los pensadores franceses Gilles Deleuze y Felix Guattari, arborescente es un término utilizado para caracterizar el pensamiento en estructuras jerárquicas, marcado por la insistencia en dos principios totalizadores: el binarismo y el dualismo. La arborescencia, utilizada por primera vez en Mil mesetas (1980), donde se oponía al rizoma, procede de la forma en la que se dibujan los árboles genealógicos: progreso unidireccional, sin retroactividad posible y con cortes binarios continuos (reforzando así una concepción metafísica dualista, criticada por Deleuze). Los rizomas, por el contrario, marcan una concepción horizontal y no jerárquica, en la que todo puede estar vinculado a cualquier otra cosa, sin ningún respeto por las especies concretas: los rizomas son vínculos heterogéneos entre cosas que no tienen ninguna relación entre sí. La transferencia horizontal de genes es también un ejemplo de rizomas, opuesto a la teoría del evolucionismo arborescente. Deleuze también critica la jerarquía de Chomsky de los lenguajes formales, que considera un ejemplo perfecto de teoría dualista arborescente.